# Göran Tyresson Dyk
Göran Tyresson Dyk, död 1666 i Linköpings församling, Östergötlands län, var en svensk borgmästare i Linköping.

## Biografi
Göran Tyresson Dyk var son till trumpetaren Tyres Andersson och bror till bonden Per Tyrsson. Dyk arbetade som borgmästare (1648–1666) och avled 1666.

### Familj
Göran Tyresson Dyk gifte sig Brita Grubb (död 1670). Hon var dotter till domprosten Nicolaus Petri (Grubb) och Anna Björnram i Linköpings församling. De fick tillsammans dottern Anna Dyk (död 1678) som gifte sig med Nils Ehrenström.